# Käthe Lore Zschweigert
Käthe Lore Zschweigert, geborene Stelzner, verheiratete Grathwohl, verheiratete Stange, (* 6. Dezember 1884 in Roßwein; † 12. August 1967 in Schopfheim) war eine deutsche Textildesignerin und Musterzeichnerin.

## Leben und Werk
Käthe Lore Zschweigert kam als Tochter des Handelsschuldirektors Eduard Stelzner schon früh in Kontakt mit Kunst, denn ihr Vater leitete die Handels- und Kunsthochschule in Plauen. Ihre Leidenschaft für Textilien hat sie wahrscheinlich durch die Ehe mit einem Sohn der Textilindustriefamilie Zschweigert entdeckt.
Nach der Hochzeit zog sie 1909 nach München, das damals als Kunsthauptstadt galt. München war zu der damaligen Zeit auch ein Vorreiter für die Ausbildung von Frauen, denn diesen wurde schon seit 1872 der Zugang zur Königlichen Kunstgewerbeschule gestattet. Dort absolvierte sie ihre Ausbildung zur Musterzeichnerin unter Adelbert Niemeyer und arbeitete daraufhin als Designerin im Textilbereich. Zschweigerts Dekore zeichneten sich durch ihre helle und leuchtende Farbigkeit aus. Die Farben bestanden zumeist aus Pink und Lila in Kombination mit weißen Akzenten. Diese neuartigen Ornamente waren in Kombination mit der seriellen Herstellung von schlichten und holzsichtigen Möbeln in den Deutschen Werkstätten Hellerau, wo Zschweigert als Entwerferin arbeitete, bahnbrechend. Aus dieser Zeit sind zwei Textilien, die nach ihren Entwürfen gefertigt wurden, in der Neuen Sammlung – The Design Museum in München erhalten.
Nach 1912 verläuft sich ihre Karriere; es gibt kaum noch Nachweise für weitere Werke, was auch an einem Namenswechsel durch eine erneute Heirat liegen könnte. Heute zählen auch Arbeiten, die mit dem Namen Käthe Lore Grathwohl und Käthe Lore Stange gekennzeichnet sind, zu ihrem Werk. Zschweigerts Arbeiten waren auch in der Ausstellung Gegen die Unsichtbarkeit – Designerinnen der Deutschen Werkstätten Hellerau 1898 bis 1938 vertreten.  Die Ausstellung war im Japanischen Palais in Dresden vom 3. November 2018 bis zum 3. März 2019 und später auch im Hamburger Museum für Kunst und Gewerbe zu sehen.

## Werke (Auswahl)
- 1912: Dekorationsstoff, (Entwurf), München, Die Neue Sammlung – The Design Museum, Hersteller: Deutsche Werkstätten, Inv.-Nr. MB 1328
- 1912: Dekorationsstoff, (Entwurf), Jacquard-Gewebe aus Halbseide, Stoffbahn: 49 cm × 103 cm, München, Die Neue Sammlung – The Design Museum, Hersteller: Deutsche Werkstätten, Inv.-Nr. MB 1359